# Акрон (тауншип, округ Биг-Стон, Миннесота)
Акрон (англ. Akron) — тауншип в округе Биг-Стон, Миннесота, США. На 2000 год его население составило 196 человек.

## География
По данным Бюро переписи населения США площадь тауншипа составляет 138,0 км², из которых 125,9 км² занимает суша, а 12,1 км² — вода (8,78 %).

## Демография
По данным переписи населения 2000 года здесь находились 196 человек, 79 домохозяйств и 60 семей.  Плотность населения —  1,6 чел./км².  На территории тауншипа расположено 98 построек со средней плотностью 0,8 построек на один квадратный километр. Расовый состав населения: 98,98 % белых и 1,02 % приходится на две или более других рас.
Из 79 домохозяйств в 27,8 % воспитывались дети до 18 лет, в 74,7 % проживали супружеские пары, в 2,5 % проживали незамужние женщины и в 22,8 % домохозяйств проживали несемейные люди. 20,3 % домохозяйств состояли из одного человека, при том 11,4 % из — одиноких пожилых людей старше 65 лет. Средний размер домохозяйства — 2,48, а семьи — 2,87 человека.
22,4 % населения — младше 18 лет, 6,1 % — в возрасте от 18 до 24 лет, 25,0 % — от 25 до 44, 23,0 % — от 45 до 64,и 23,5 % — старше 65 лет. Средний возраст — 42 года. На каждые 100 женщин приходилось 115,4 мужчин.  На каждые 100 женщин старше 18 приходилось 114,1 мужчин.
Средний годовой доход домохозяйства составлял 29 750 долларов, а средний годовой доход семьи —  37 500 долларов. Средний доход мужчин —  23 250  долларов, в то время как у женщин — 20 417. Доход на душу населения составил 15 473 доллара. За чертой бедности находились 16,7 % семей и 18,7 % всего населения тауншипа, из которых 34,0 % младше 18 и 11,9 % старше 65 лет.